# ارنست رکویگ
ارنست رکویگ (انگلیسی: Ernst Reckeweg; ۱۸ آوریل ۱۸۷۳ – ۵ سپتامبر ۱۹۴۴) ژیمناست هنری اهل ایالات متحده آمریکا بود.